# 幕末風来伝斬郎汰
『幕末風来伝斬郎汰』（ばくまつふうらいでんざんろうた）は、喜名朝飛による日本の漫画。『少年ガンガン』（スクウェア・エニックス）において、1996年6月号から1997年24月号まで連載された。

## あらすじ
時は幕末。残虐非道冷酷無比で知られる「血袴の斬郎汰」に、父親を殺された少女・都築泉は、仇を追って旅をしていた。ある日、荷車にただ乗りしていた際、「斬郎汰」と名乗る人物に遭遇し、斬りかかる。が、その人物は自分よりも幼く見える少年だった。小柄な体に似合わぬ長尺刀を持つ彼に、興味を覚える泉。そんな二人の前に現れた夜盗たち、その頭領こそが泉の父の敵・斬郎汰。実力差から、敵も討てずに涙を浮かべる泉だったが、小さな「斬郎汰」は頭領に対し、「名は返してもらう」と言い放った……。

## 登場人物
八神 斬郎汰（やがみ ざんろうた）
主人公。見た目は10歳くらいだが、実際には14歳。9歳の時、兄と慕っていた人物に両親を目の前で殺され、以降仇討ちのために旅を続けている。普段は明るく振る舞っているが、心の中に鬼神を秘めており、キレると暴走、周囲を皆殺しにするまで止まらない。自身ではコントロールすることができず、「血袴の斬郎汰」と呼ばれている。それ故に極力他人と関わらないように生きてきた。父親の形見である長尺刀・滔鉄が武器。腕前はかなりのもので、剣撃が早すぎて、相手の血がつかないほど。無益な殺生は好まないが、悪人に対しては暴走してなくても容赦ない。
都築 泉（つづき せん）
本作のヒロイン。親の敵である「血袴の斬郎汰」を探す旅をしていた少女。年は斬郎汰と同じ14歳だが、当所は年下だと思っていた。仇討ちの後、本物の斬郎汰に着いて、旅をすることに。武器は改造鎌で、多少の使い手であれば、男相手でも引けをとらない。責任感の強さから、しばしば思い悩み、結果的に斬郎汰に迷惑をかけることも。暴走した斬郎汰を鎮められる唯一の存在。全てが終わった後、自分を置いて帰ってこなかった斬郎汰を3年間待ち続ける。
伊舎那（いしゃな）
世の中に絶望し、自らの両目を焼いた男。視力を失った後、相手の思考や過去、本人も気づいていない記憶すら読み取れる力を得る。27歳。独鈷に仕込んだ刃物が武器。実力は相手の行動が読めることを差し引いても、かなりのもの。斬郎汰の過去や行動に興味があり、手助けしたり心をかき乱したりする。
疼夜（とうや）
斬郎汰の兄弟子であり、両親の敵。21歳。元は真面目で斬郎汰とも仲の良い間柄だったが、斬郎汰の父の作った長尺刀・牙鉄に魅入られ、悪の道に走る。牙鉄だけを盗んでくることもできたが、斬郎汰が追ってくるようにと、あえて彼の両親を殺害した。近衛十二士を率い、日本に動乱をもたらそうと企んでいる。
時（とき）
京言葉で語る疼夜の片腕。扇子を武器に、舞うように戦う。思考を閉じることができるため、伊舎那とも互角に張り合える実力者。疼夜のことを誰よりも理解しており、彼の真の目的すら気づいていた。なお、女性にも見えるが、男性である。
日下部 睦月（くさかべ むつき）
兄を探して旅をしている少女。兄の情報を得て訪れた村が、あまりにもことなかれ主義過ぎて、反発。思い立ったら即決即行動の性格もあって、騒動の発端となる。斬郎汰たちと同じく14歳で、友人になるが、当所は二人が姉弟だと勘違いしていた。気が強く、ややきつめの少女だったが、3年後に再会した時にはかなりの美人になっていた。
日下部 九郎（くさかべ くろう）
睦月の兄で、勝手に家を飛び出し、連絡一つよこさない放蕩息子。19歳。流浪中に剣の道を示してくれた恩人を助けるため、不本意ながら悪党に組することとなる。が、睦月の暴走が原因で露見し、彼女の元へ帰った。とはいえ、人心地ついた後に、再び何も言わずに旅に出てしまう。斬郎汰とは幾度となく、共闘。彼が「血袴の斬郎汰」なのだと知っていて尚、支えになる面倒見のいい性格。
八神 源郎佐（やがみ げんろうざ）
斬郎汰の父親で、疼夜の師匠。故人。凄腕の刀鍛冶。以前は刀を求められれば、誰にでも刀を打つのが刀鍛冶だと思っていたが、自身の作った刀で罪もない子供が殺されたのを目撃してしまい、刀鍛冶としての道に迷う。その際に作り上げた牙鉄は戒めのために神棚に奉納していたが、魅入られた疼夜に奪われ、妻共々殺害される。死の直前、斬郎汰に滔鉄を託し、牙鉄と疼夜を止めるよう言い遺した。
卯水（うすい）
疼夜に仕える近衛十二士の1人。12人中一番の実力者。両手につけた爪砕牙が武器。斬郎汰の監視役を任され、常に遠巻きに見ていた。誰よりも疼夜に惹かれていたが、斬郎汰の生き様に光を見いだし、最後には裏切ることに。
丑落（ちゅうらく）
近衛十二士の1人。刃物も持っているが、主な武器は火薬。幾人もを同時に殺せる爆破から、誰一人死者を出さずにすむ火事まで、自在に操ることができる。無闇な殺戮は好まず、良心的な性格。卯水とは仲が良く、どこかで彼が裏切ることを予想していた。十二士の中では卯水と同様最後まで生き延び、新しい時代では花火師となって自らの能力を平和利用する。
亥門（がいもん）
近衛十二士の1人。あらゆる有名な武器を集めることを生き甲斐としており、疼夜の牙鉄にも憧れていた。斬郎汰の持つ刀が牙鉄と同じ刀鍛冶の打ったものだと教えられ、嬉々として討伐に向かう。目的のためには手段を選ばず、人質やだまし討ちなども厭わないが、そうでなくても実力はかなりのもの。最期には、疼夜への忠誠に殉じた。
子々（ねね）
近衛十二士の1人。刃のような糸・血糸金を武器にし、他人を操る力を持つ。グラマラスな女性で、疼夜のためならば、全く命を惜しまない。泉を操り、斬郎汰を追い詰めるものの、斬郎汰の心を覗きたい伊舎那によって殺害された。
巳道（みどう）
近衛十二士の1人。斬郎汰を罠にはめるため、泉に近づいた少年。居合いの達人だが、斬郎汰には遠く及ばない。騙すだけのはずが、側にいるうちに泉に思いを寄せてしまい、裏切り者として味方の銃撃に倒れる。「もう少し早く会いたかった」と思いながら、斬郎汰に疼夜の居場所を告げて絶命。
寅矢（とらや）
近衛十二士の1人。武器は大月牙の二刀流。弱い者に生きる価値はないと豪語しており、叩きつぶすことが何よりの楽しみという狂人。ただし、自身よりも強い存在である疼夜には心酔している。辰地と共に斬郎汰を追い詰めるも、突如現れた九郎の加勢により、あっさり倒される。
辰地（たつち）
近衛十二士の1人。鞭の先に牙のついた杖が武器。卯水によって、無理矢理寅矢と組まされ、斬郎汰抹殺に赴く。当人は認めたくなかったが、寅矢との連携により、斬郎汰を追い詰めた。が、卯水の「斬郎汰だけを相手にした場合の作戦。もう一人使い手が加わったから、すぐに蹴りがつく」という言葉通り、あっさり殺された。
午印（ごいん）
近衛十二士の1人。重装備で固められ、同じく重装備で固めた馬にまたがる。九郎の重い刃も全く通用しないが、彼に重装備ならではの弱点を見抜かれ、共に谷底に転落し、死亡する。
申部（しんぶ）
近衛十二士の1人。サルのように身軽な青年で、斬郎汰の長尺刀の間合いすら、ひとっ飛びで避けられる。午印と共に斬郎汰と九郎を襲うが、九郎の捨て身の作戦により、谷底へ転落死した。
酉震（ゆうしん）
近衛十二士の1人。羽のようなもので、短時間の飛行を可能としている。未重・戌里と共に斬郎汰を追い詰めるものの、卯水の裏切りにより、死亡。未重と1対2であったが、全く歯が立たなかった。
未重（みしげ）
近衛十二士の1人。強靱な糸の先に玉がついた、手足に絡みつく飛び道具が武器。酉震同様、卯水によって殺される。
戌里（じゅつり）
近衛十二士の1人。毒薬を操る少女で、酉震と未重が引きつけている間に、斬郎汰に毒を盛った。斬郎汰を助けようとする泉をあざ笑い、顔に毒刀を浴びせようとするも、裏切った卯水により、殺される。
深雪（みゆき）
八神家の近所に住んでいた少女。故人。幼少の斬郎汰を実の弟のように可愛がり、また疼夜に憧れていた。斬郎汰が初めて暴走し、疼夜を殺そうとした際、彼を庇って、斬郎汰の刃に倒れる。斬郎汰の心の傷となり、長い間記憶の底に封印されていた。香りが泉に似ている。

## 単行本
- 喜名朝飛 『幕末風来伝斬郎汰』 スクウェア・エニックス〈ガンガンコミックス〉、全6巻
  1. 1996年12月発売 ISBN 4-87025-176-0
  2. 1997年3月発売 ISBN 4-87025-196-5
  3. 1997年7月発売 ISBN 4-87025-215-5
  4. 1997年9月発売 ISBN 4-87025-225-2
  5. 1997年12月発売 ISBN 4-87025-238-4
  6. 1998年3月発売 ISBN 4-87025-274-0